# Alexei Wladimirowitsch Djatschenko
Alexei Wladimirowitsch Djatschenko (russisch Алексе́й Влади́мирович Дьяче́нко; * 11. November 1978 in Sankt Petersburg, Russische SFSR) ist ein ehemaliger russischer Säbelfechter.

## Erfolge
Alexei Djatschenko wurde 2001 in Nîmes, 2002 in Lissabon, 2003 in Havanna und 2005 in Leipzig mit der Mannschaft Weltmeister, nachdem er bereits 1999 in Seoul mit ihr die Bronzemedaille gewann. Von 2001 bis 2004 wurde er viermal in Folge im Mannschaftswettbewerb Europameister. Bei den Olympischen Spielen 2004 in Athen zog er in der Mannschaftskonkurrenz nach einem Sieg gegen Griechenland ins Halbfinale ein, in dem die russische Equipe Italien unterlag. Im Gefecht um Bronze setzte sich Russland knapp mit 45:44 gegen die Vereinigten Staaten durch, sodass Djatschenko gemeinsam mit Alexei Jakimenko, Stanislaw Posdnjakow und Sergei Scharikow die Bronzemedaille gewann. Das Einzel beendete er auf Rang 17.
Seine Schwester Jekaterina Djatschenko ist ebenfalls Säbelfechterin und wurde 2016 Olympiasiegerin.